# Crash Love
A Crash Love az AFI amerikai rockegyüttes nyolcadik albuma. A producerek Joe McGrath és Jacknife Lee voltak. Az albumot az Interscope adta ki 2009. szeptember 29-én.

## Az album dalai
| Nemzetközi változat | Nemzetközi változat              | Nemzetközi változat | Nemzetközi változat | Nemzetközi változat | Nemzetközi változat | Nemzetközi változat | Nemzetközi változat | Nemzetközi változat | Nemzetközi változat |
|                     | Cím                              | Hossz               |                     |                     |                     |                     |                     |                     |                     |
| ------------------- | -------------------------------- | ------------------- | ------------------- | ------------------- | ------------------- | ------------------- | ------------------- | ------------------- | ------------------- |
| 1.                  | Torch Song                       | 3:45                |                     |                     |                     |                     |                     |                     |                     |
| 2.                  | Beautiful Thieves                | 3:46                |                     |                     |                     |                     |                     |                     |                     |
| 3.                  | End Transmission                 | 3:47                |                     |                     |                     |                     |                     |                     |                     |
| 4.                  | Too Shy to Scream                | 2:57                |                     |                     |                     |                     |                     |                     |                     |
| 5.                  | Veronica Sawyer Smokes           | 2:44                |                     |                     |                     |                     |                     |                     |                     |
| 6.                  | Okay, I Feel Better Now          | 4:31                |                     |                     |                     |                     |                     |                     |                     |
| 7.                  | Medicate                         | 4:20                |                     |                     |                     |                     |                     |                     |                     |
| 8.                  | I Am Trying Very Hard to Be Here | 2:43                |                     |                     |                     |                     |                     |                     |                     |
| 9.                  | Sacrilege                        | 3:27                |                     |                     |                     |                     |                     |                     |                     |
| 10.                 | Darling, I Want to Destroy You   | 3:43                |                     |                     |                     |                     |                     |                     |                     |
| 11.                 | Cold Hands                       | 3:32                |                     |                     |                     |                     |                     |                     |                     |
| 12.                 | It Was Mine                      | 3:53                |                     |                     |                     |                     |                     |                     |                     |
| 43:08               |                                  |                     |                     |                     |                     |                     |                     |                     |                     |

| 1. | Fainting Spells (Decemberunderground (B oldalas dal))   | 4:00 |
| 2. | We've Got the Knife (demó a Crash Love felvételeiről)   | 3:50 |
| 3. | Where We Used to Play (demó a Crash Love felvételeiről) | 3:57 |
| 4. | 100 Words (Sing the Sorrow (B oldalas dal))             | 5:13 |